# Ponente del Buon Governo
Il Ponente del Buon Governo era una carica amministrativa in uso nello Stato Pontificio.

## Descrizione
Venivano denominati ponenti quei prelati che svolgevano la funzione di relatori nelle cause dei tribunali pontifici (quali, in particolare, la Segnatura). Il Ponente del Buon Governo era uno dei prelati membri della Congregazione del Buon Governo, istituita nel 1592 da Clemente VIII, che si occupava dell'amministrazione economica dei luoghi produttivi dello Stato Pontificio. Tali ponenti erano in numero variabile ed erano costituiti sia da cardinali che da alti prelati. A capo dei Ponenti del Buon Governo vi era un priore. Il ponente più anziano era il Decano.
Tale carica fu soppressa con la soppressione della Congregazione, nel 1847.